# Estria terminal
A estria terminal é uma estrutura no cérebro que consiste em uma faixa de fibras que correm ao longo da margem lateral da superfície ventricular do tálamo. Servindo como uma importante via de saída da amígdala, a estria terminal vai de sua divisão centromedial até o núcleo ventromedial do hipotálamo.

## Anatomia
A estria terminal cobre a veia talamosestriada superior, marcando uma linha de separação entre o tálamo e o núcleo caudado, como visto na dissecção macroscópica dos ventrículos do cérebro.
A estria terminal estende-se da região dos forames interventriculares até o corno temporal do ventrículo lateral, transportando fibras da amígdala para os núcleos septais, áreas hipotalâmicas e talâmicas do cérebro.

## Núcleo do leito da estria terminal
A atividade do núcleo do leito da estria terminal correlaciona-se com a ansiedade em resposta ao monitoramento de ameaças. Acredita-se que atue como um local de retransmissão dentro do eixo hipotálamo-pituitária-adrenal e regule sua atividade em resposta ao estresse agudo. No entanto, a resposta ao estresse está relacionada ao tempo e o núcleo do leito da estria terminal não é ativado por medo contextual. Isso significa que uma situação assustadora repentina com menos de dez minutos de duração não ativa o núcleo. A ruptura bilateral desta via tem demonstrado atenuar o restabelecimento do comportamento de busca de drogas em roedores.
Este núcleo é conhecido por projetar fibras inibitórias para o hipotálamo lateral e por participar do controle da alimentação em roedores. A ativação optogenética dessa via inibitória produziu um comportamento alimentar voraz em camundongos bem alimentados e a inibição optogenética dessa via reduziu a ingestão de alimentos mesmo em camundongos famintos.

## Dimorfismo sexual
A subdivisão central do núcleo do leito da estria terminal (bed nucleus of the stria terminalis ou BSTc em inglês) é sexualmente dimórfica. Em média, o BSTc é duas vezes maior em homens do que em mulheres e contém o dobro do número de neurônios de somatostatina. Uma amostra de seis mulheres trans (homem para mulher) tratadas post-mortem com terapia de reposição hormonal de longo prazo (TRH) apresentou um número típico de células femininas no BSTc, enquanto num homem trans (mulher para homem) foi encontrado um número típico masculino. Os autores (Jiang-Ning Zhou, Frank PM Kruijver, Dick Swaab) também examinaram indivíduos com distúrbios relacionados a hormônios e não encontraram nenhum padrão entre esses distúrbios e o BSTc, enquanto o único transexual não tratado de homem para mulher tinha um número típico de mulheres de células. Eles concluíram que o BSTc fornece evidências para uma base neurobiológica da identidade de gênero e propuseram que tal fosse determinado antes do nascimento.
Foi mostrado que a terapia de reposição hormonal influencia o tamanho do hipotálamo, embora o estudo tenha tentado provar isso incluindo controles masculinos e femininos não transexuais que, por uma variedade de razões médicas, sofreram reversão hormonal. A afirmação sobre a base neurobiológica da transexualidade desde o nascimento foi posteriormente questionada, embora não refutada, por um estudo que acompanhou o mesmo grupo e descobriu que o dimorfismo sexual do BSTc não está presente antes de aproximadamente 22 anos de idade, mesmo embora os transexuais relatem ter consciência de sua identidade de gênero desde a infância.